# Psaliodes prionogramma
Psaliodes prionogramma là một loài bướm đêm trong họ Geometridae.